# Vihanti
Vihanti es una localidad finlandesa de la Ostrobotnia del Norte. Es unilingüe en finés.
Con restos arqueológicos previos al V milenio a. C. su parroquia se terminó en la Edad Media, se inauguró una iglesia en 1784 y la localidad fue fundada en 1865.
Vivió su edad de oro con la explotación minera de cobre, zinc y plomo de Outokumpu, pero tras su cese en 1992 la localidad ha ido perdiendo el 16 % de su población en 15 años. La economía actual depende de la acería y el cultivo de patata. A partir de 2013 formará parte de Raahe.